# Storia dell'omosessualità in Turchia

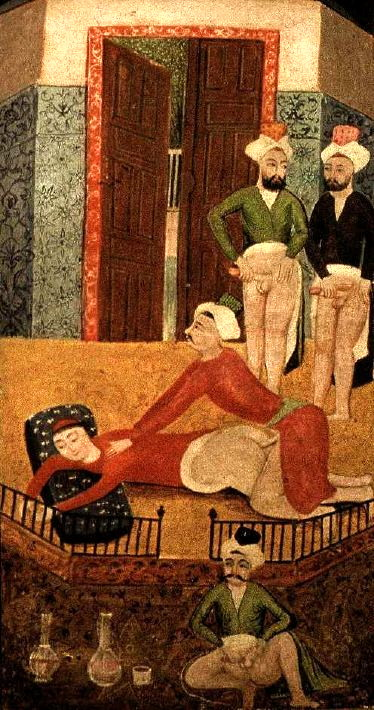
Illustrazione di epoca ottomana raffigurante un giovane usato per sesso di gruppo.

La storia dell'omosessualità in Turchia concerne la vita delle persone lesbiche, gay, bisessuali e transessuali (LGBT) in Turchia nel corso della storia.

## Impero Ottomano
Su Maometto II, sultano dell'impero ottomano che visse nel XV secolo, vi sono alcune fonti europee che dicono a suo riguardo: "conosciuto per aver gusti sessuali ambivalenti, inviò un eunuco alla casa di un tale chiamato Notaras chiedendogli di fornirgli il figlio quattordicenne (gradevole e di bell'aspetto) per i suoi piaceri... Davanti al suo rifiuto il sultano ordinò immediatamente la decapitazione di Notaras, insieme a quella del figlio e del genero... e le loro tre teste gli vennero messe davanti al tavolo in cui era intento a banchettare".
In seguito il sultano trovò un altro giovane attraente che lo interessò e che era presumibilmente più accomodante; questi era Radu III il Bello, fratello del famoso Vlad III di Valacchia (conosciuto come "l'Impalatore"). Radu si trovava in ostaggio a Istanbul e la sua bellezza catturò immediatamente la fantasia del sultano, che lo mise a proprio servizio come uno dei suoi favoriti. Dopo la sconfitta di Vlad, Maometto mise Radu al suo posto sul trono della Valacchia in qualità di sovrano vassallo. Tuttavia alcune fonti turche negano la veridicità di queste storie.
L'oggettività delle fonti europee le quali pretenderebbero che Maometto II avesse tendenze omosessuali non può sempre essere verificata. Comunemente gli scrittori contemporanei avrebbero abbellito le storie aggiungendo un immaginario sensuale alla vita di corte, con l'attribuzione di un comportamento omosessuale da parte di vari sultani ottomani.
Inoltre, per quanto riguarda la storia del figlio di Notaras, fonti ottomane affermano che il ragazzo sia stato reclutato per essere un "iç oğlan", termine che significa "servo interiore", ovvero impiegato in un corpo di funzionari interni alla corte ed il cui ruolo era quello di servire nelle camere più interne del palazzo, pertanto non necessariamente per il piacere sessuale del sultano.
Ancora durante l'impero Ottomano, l'omosessualità venne depenalizzata nel 1858 durante il regno di Abdülmecid I, come parte di una serie di più ampie riforme, durante il periodo della Tanzimat.

## Cronologia LGBT

### XIX secolo
- 1858: l'impero Ottomano, predecessore dell'attuale Turchia, depenalizza quello che fino ad allora era stato il reato di sodomia[6].

### XX secolo
- 1993: viene fondata "Lambda Istanbul", organizzazione LGBT turca (in seguito disciolta a forza nel maggio 2008 a seguito di una decisione del tribunale[7]).
- 1994: viene fondato il gruppo turco per i diritti LGBT "Kaos GL".
- 1994: la formazione politica di estrema sinistra "Partito della Libertà e della Solidarietà" (ÖDP) vieta la discriminazione basata sull'orientamento sessuale e sull'identità di genere tra i suoi aderenti. Demet Demir di ÖDP diventa il primo candidato transgender a concorrere per una carica politica nella storia turca.
- 1996: viene fondato "LEGATO", un'organizzazione interuniversitaria degli studenti gay e lesbiche.
- 1997: "Lambda Istanbul" diventa la prima Organizzazione non governativa (ONG) a favore dei Diritti LGBT ad essere invitata dal governo in carica ad una conferenza ufficiale, il "Congresso Nazionale per l'AIDS". Il bagno turco, film italiano con una storia gay ambientata in Turchia, viene pubblicato e promosso a livello internazionale ed infine trasmesso dalla TV di stato.

### XXI secolo
- 2003: si svolge il primo gay pride in un paese musulmano, a Istanbul.
- 2008: il ventiseienne Ahmet Yildiz viene ucciso dal padre in quanto gay; si tratterebbe del primo delitto d'onore a sfondo omosessuale venuto alla luce in Turchia[8][9][10].
- 2008: si svolge ad Ankara il primo Pride.
- 2009: viene concesso a "Lambda Istanbul" l'autorizzazione di continuare ad operare[11].
- 2010: viene fondata l'"iniziativa di cultura omosessuale", con membri provenienti da Adana e Mersin[12].
- 2013: prima parata dell'orgoglio omosessuale a Smirne e Adalia[13][14].
- 2014: la più grande marcia dell'orgoglio omosessuale fino a questo momento, con più di 10.000 partecipanti, una delle più vaste manifestazioni LGBT in tutta l'Europa sudorientale/balcanica. I politici del più grande partito di opposizione, il CHP (Partito Popolare Repubblicano), più il curdo BDP (Partito della Pace e della Democrazia), prestano il loro sostegno alla buona riuscita della manifestazione[15].
- 2015: per la prima volta le autorità turche vietano il Gay Pride. La polizia ha utilizzato lacrimogeni, proiettili di gomma e cannoni ad acqua contro i manifestanti[16].